# Эльвира Фернандес де Кордова
Эльвира Фернандес де Кордова (исп. Elvira Fernández de Córdoba; ок. 1500 — 8 сентября 1524, Сесса-Аурунка, Неаполитанское королевство) — испанская аристократка, 2-я герцогиня де Сесса (1515—1524), наследница дворянских титулов её отца, Гонсало Фернандеса де Кордова, Великого Капитана.

## Биография
Эльвира была второй и младшей дочерью Великого Капитана, Гонсало Фернандеса де Кордовы (1453—1515), и Марии Манрике де Фигероа и Мендосы (? — 1527). У неё была старшая сестра Беатрис, умершая в Генуе при жизни отца, поэтому Эльвира осталась единственной наследницей титулов и владений своего отца.
Её отец, прежде чем она стала наследницей, пытался женить её в Неаполе на Федерико Колонне, наследнике герцогств Тальякоццо и Альба. Обручение состоялось 11 октября 1511 года, хотя этот брак так и не состоялся. Во второй раз Гонсало Фернандес де Кордова, вернувшись в Испанию, пытался выдать Эльвиру замуж за дважды вдовца Бернардино Фернандеса де Веласко (ок. 1454 — 1512), констебля Кастилии. Онак также закончилась неудачно. Король Испании Фердинанд Католик хотел дважды женить её на своём племяннике Альфонсо да Арагоне и Португале (1489—1563), сыне Энрике де Арагона и Пиментеля, 1-го герцога де Сегорбе, и Гийомар Португальской. Смерть настигла Великого капитана в 1515 году, Эльвиру попытались выдать замуж за её двоюродного брата Педро Фернандеса де Кордову и Пачеко (1470—1517), но он скончался раньше, чем ожидалось.
В марте 1518 года Эльвира Фернандес де Кордова наконец-то вышла замуж за Луиса Фернандеса де Кордову и Суньигу (ок. 1480—1526), 4-го графа де Кабра. Поскольку они были двоюродными братом и сестрой, папа римский Лев X предоставил им папскую буллу 3 мая 1516 года, разрешая этот брак. Граф де Кабра, отец Луиса, в Баэне дал своё согласие на заключение брака 14 марта 1515 года. В то же время Мария Манрике де Фигероа, мать Эльвиры, 18 марта 1515 года в Гранаде также дала согласие на заключение этого брака перед Фернандо де Эррерой, писцом королевы Хуаны Кастильской. Граф де Кабра передал 10 тысяч дукатов в качестве задатка в пользу герцогини Эльвиры, а также предложил свои виллы Иснахар и Донья-Менсия и 30 тысяч дукатов, чтобы погасить долги, оставленные после смерти Великого Капитана.
В 1521 году Эльвира и её супруг отправились в Неаполитанское королевство, чтобы вступить в наследование своими неаполитанскими титулами и владениями, унаследованными от её отца. Они были встречены со всеми почестями вице-королём Неаполя Рамоном Фолком де Кардоной и поселились в Неаполе, во дворце недалеко от Сан-Джованни-Маджоре, который был предоставлен Фердинандом Католиком Великому капитану. Они жили там в течение полутора лет, встречая бывших соратников её тестя, таких как гуманист Пьетро Гравина, а также великих авторов, таких как Бальтасар де Кастильоне и Паоло Джовио. Последний по просьбе её мужа Луиса написал «Жизнь Великого капитана» (Vida del Gran Capitán). Хуан Гинес де Сепульведа посвятил герцогам свой Dialogus de appetenda gloria qui inscribitur Gonsalvus
В 1522 году Луис Фернандес де Кордова был назначен послом Испании в папских государствах, проживая большую часть его в Риме, в то время как Эльвира оставалась в Сессе, где она в конце концов скончалась 8 сентября 1524 года из-за рождения своего пятого ребёнка, который не выжил. В браке было четверо детей, в том числе их наследник Гонсало (1520—1578), а также дочери Мария, Беатрис и Франсиска.
Её тело было похоронено в церкви монастыря Сан-Франциско в городе Сесса-Аурунка. Однако Гонсало перенесёт останки своих родителей в главную часовню Королевского монастыря Сан-Херонимо-де-Гранада, рядом с могилой Великого Капитана.